# Javornická hornatina (Javorníky)
Javornicka hornatina  je geomorfologická část podcelku Vysoké Javorníky v pohoří Javorníky. Zabírá celou střední a západní část pohoří, podél hranice s Českem. 

## Polohopis
Území se nachází ve střední a západní části podcelku a zabírá severozápadní část pohoří Javorníky . Leží v moravsko - slovenském pohraničí a zabírá území od údolí Rovnianka na severovýchodě, až po údolí Bielej vody na jihozápadě. Severozápadní okraj vymezuje státní hranice, západním směrem leží Lazianska vrchovina (část Vysokých Javorníků) a jihovýchodně navazuje Javornická brázda (část Nízkých Javorníků). Východním směrem pokračují Vysoké Javorníky částí Rakovská hornatina a na severu sousedí Turzovská vrchovina podcelku Hornokysucké podolie a Zadné vrchy . 
Severozápadní část Javorníků patří do povodí Váhu, kam jihovýchodním směrem tečou vodní toky. Mezi nejvýznamnější patří Marikovský Potok, Papradnianka a Štiavnik. Na severním okraji pramení řeka Kysuca, malé okrajové části pohraničí odvádějí vodu na moravskou stranu do Bečvy.
Severní částí vede důležitá silnice I / 10 z Bytče na Moravu, regionální významnou je také silnice II / 541 přes Veľké Rovné. 

## Chráněná území
Téměř celá tato část Javorníků patří do Chráněné krajinné oblasti Kysuce. Zvláště chráněnými územími jsou Papajské sedlo, Čertov, Velký Javorník a Hričovec . 

## Turismus
Nejvyšší pohraniční část Javorníků patří mezi turisticky atraktivní oblasti, kde se nachází několik rekreačních oblastí s možností ubytování a rekondice (např. Kohútka, Portáš, Kasárne či Podjavorník ). V tu ležících osadách se nachází také množství chat a chalup. Obcí Lazy pod Makytou vede přístupová cesta do centra vrchu Kohútka (914 m n. m.), Oblíbené jsou výstupy na nedalekou Makytu (923 m n. m.), sousední Portáš, či Malý a Velký Javorník na Javornické magistrále.

### Turistické trasy
- červeně značený chodník vede hřebenem oblastí státní hranice přes Makytu až po Bumbálku
- modře značený chodník:
  - z Považské Bystrice na Malý Javorník
  - z Hornej Marikovej na Portáš
  - z Makova na Kopanice
- zeleně značený chodník:
  - z Lazov pod Makytou, Krivé na Makytu
  - z Lazov pod Makytou, Krivé na rozcestí Portáš [3]